# Riksdagen 1723
Riksdagen 1723 ägde rum i Gävle. Ständerna sammanträdde den 17 januari 1723. Lantmarskalk var Swen Lagerberg. Prästeståndets talman var biskop Torsten Rudeen. Borgarståndets talman var Jakob Bunge och bondestådets talman Johan Andersson Lund. Riksdagen avslutades den 23 oktober 1723.
Bondeståndet återupptog under riksdagen sitt försök från 1720 års riksdag att utvidga kungens makt. I en skrivelse till borgarståndet begärde bönderna ett "mognare omprövande" av huruvida det inte vore "så väl rådeligit som för hela riket nödigt, att Hans kungl. Maj:t, vår allernådigste konung, måtte få äga och hava den kungliga makt och myndighet, som Sveriges forne framfarne konungar haft efter riksens uråldrige gamla lag och stadgar – dock all suveränitet och envålds välde alldeles härifrån undantagen, såsom en högst skadelig och fördenskull avsvuren och förbannad ting".
De övriga stånden misstänkte starkt att det i själva verket var kung Fredrik I som låg bakom böndernas agerande. Snart fick man reda på att en ny skrivelse från bondeståndet rörande kungamaktens utvidgning "kokades tillhopa uti ett visst hus". Det ansågs nu vara tydligt att bönderna hade rådgivare som eggade upp dem till dessa "skadeliga och omogna försök". I början av maj lyckades det sekreta utskottet komma böndernas hemliga rådgivare på spåren. Hos en notarie i ständernas kontor, vid namn Dahlén, fann man ett utkast till böndernas svar på de andra ståndens föreställningsskrift. Man hittade också ett utkast till en annan skrivelse som var avsedd att skickas till kungen i bondeståndets namn. Genom den uppdrog man åt honom samma makt och myndighet som Sveriges konungar haft "förrän suveränitetsnamnet kom i bruk". Dahlén blev genast tagen i förhör, och den som "uppspanat banemannen" fick en belöning ur riddarhuskassan. Vid förhöret namngav Dahlén flera medarbetare. Dem lät utskottet också av egen myndighet häkta, och en ständernas kommission dömde Dahlén samt en av hans medhjälpare till döden, en annan till fängelse. Ständerna mildrade dock straffet för de dödsdömda till fängelse. Två ledamöter av ständernas kommission, en dalmas och en Vingåkersbonde, hade emellertid vägrat att döma efter den nya regeringsformen, vars giltighet de bestred. Till straff för detta dömdes den förre till en månads vatten och bröd samt tre års arbete på Marstrands fästning, den senare till fjorton dagars vatten och bröd. Domen mildrades dock så att hela Marstrandsstraffet och halva vatten- och brödstraffet efterskänktes.
Sinnesstämningen blev till slut sådan att man trodde kungen om allt möjligt ont. Hans belackare spred nu ryktet om att det var hans förre generaladjutant André Sicre som skjutit Karl XII, och att Sicre gjort det på dåvarande prins Fredriks befallning. Ilskan mot Fredrik I innebar en öppning för tronpretendenten Karl Fredrik av Holstein-Gottorp och Holsteinska partiet. Det var ett hårt slag för Fredrik och Ulrika Eleonora då ständerna medgav hertig Karl Fredrik rätt att kalla sig Kunglig höghet. Detta innebar nämligen ett erkännande av att hertigen räknades som medlem av svenska kungahuset. Med denna titel följde också förmånen av en årlig pension om 50 000 daler s. m. från Sverige. Kung Fredrik vädjade förgäves till den trohet som ständerna svurit honom och hans gemål, och Ulrika Eleonora protesterade mot att hennes undersåtar, såsom hon uttryckte sig, tänkte "sätta någon pretendent bredvid oss att oroa dem och oss med allehanda intriger". Hennes förklaring, att hon aldrig i livet skulle ge sitt samtycke till en sådan riksolycka, vann dock inget gehör. Holsteinska partiet, som stöddes av tsar Peter den Store, försökte också få hertigen förklarad svensk tronföljare, men ständerna gav endast ett obestämt löfte att ha honom i åtanke vid ett framtida kungaval.

## Riksdagsmän
- Borgarståndets ledamöter vid riksdagen 1723

### Fotnoter
1. ↑  Grimberg, Carl. ”527 (Svenska folkets underbara öden / V. Karl XII:s tid från 1710 samt den äldre frihetstiden 1709-1739)”. runeberg.org. https://runeberg.org/sfubon/5/0543.html. Läst 13 maj 2021.
2. 1 2  Grimberg, Carl. ”528 (Svenska folkets underbara öden / V. Karl XII:s tid från 1710 samt den äldre frihetstiden 1709-1739)”. runeberg.org. https://runeberg.org/sfubon/5/0544.html. Läst 13 maj 2021.
3. ↑  Grimberg, Carl. ”529 (Svenska folkets underbara öden / V. Karl XII:s tid från 1710 samt den äldre frihetstiden 1709-1739)”. runeberg.org. https://runeberg.org/sfubon/5/0545.html. Läst 13 maj 2021.
4. ↑  Grimberg, Carl. ”530 (Svenska folkets underbara öden / V. Karl XII:s tid från 1710 samt den äldre frihetstiden 1709-1739)”. runeberg.org. https://runeberg.org/sfubon/5/0546.html. Läst 13 maj 2021.
5. ↑  Grimberg, Carl. ”531 (Svenska folkets underbara öden / V. Karl XII:s tid från 1710 samt den äldre frihetstiden 1709-1739)”. runeberg.org. https://runeberg.org/sfubon/5/0547.html. Läst 13 maj 2021.